# Matt Maloney (basket-ball)
Pour les articles homonymes, voir Maloney.
Matthew Patrick "Matt" Maloney (né le 6 décembre 1971 à Silver Spring, Maryland) est un ancien joueur américain de basket-ball. Meneur d'1,90 m, il joue avec les Commodores de Vanderbilt de l'université Vanderbilt et est transféré après son année freshman dans l'équipe des Quakers de Penn de l'université de Pennsylvanie.

## Biographie
Maloney n'a jamais été drafté par une équipe NBA et passe l'essentiel de son début de carrière en CBA avant d'intégrer la NBA, où il évolue durant six saisons avec trois équipes différentes.
Le 6 octobre 1995, il signe en tant qu'agent libre avec les Warriors de Golden State mais il est coupé le 1er novembre.
Le 1er octobre 1996, il signe en tant qu'agent libre avec les Rockets de Houston. Maloney marque les esprits lors de sa saison rookie en NBA lorsqu'il est titulaire chez les Rockets avec les futurs Hall of Famers Clyde Drexler, Charles Barkley et Hakeem Olajuwon. Les Rockets remportent 57 matchs durant cette saison, s'inclinant face au Jazz de l'Utah en six matchs en finale de Conférence Ouest.
Le 1er novembre 1999, il est remercié par les Rockets.
Le 7 janvier 2000, il signe en tant qu'agent libre avec les Bulls de Chicago.
Le 2 octobre 2000, il signe en tant qu'agent libre avec les Hawks d'Atlanta. Le 3 janvier 2003, il est laissé libre par les Hawks.

## Statistiques

### Universitaire
Le tableau suivant présente les statistiques individuelles de Matt Maloney pendant sa carrière universitaire.
| S         | U          | J   | T | MJPM | PTS  | PPM  | PR  | PT   | %PR    | 3P  | 3PT | %3P    | LfR | LfT | %Lf    | TR   | RPM | PD  | I   | C  | TOV | FP  |
| --------- | ---------- | --- | - | ---- | ---- | ---- | --- | ---- | ------ | --- | --- | ------ | --- | --- | ------ | ---- | --- | --- | --- | -- | --- | --- |
| 1990-1991 | Vanderbilt | 30  | - | 18,6 | 122  | 4,1  | 41  | 100  | 41,0 % | 29  | 69  | 42,0 % | 11  | 14  | 78,6 % | 45   | 1,5 | 51  | 243 | 0  | 53  | 49  |
| 1992-1993 | Penn       | 27  | - | 35,3 | 439  | 16,3 | 148 | 359  | 41,2 % | 91  | 205 | 44,4 % | 52  | 67  | 77,6 % | 88   | 3,3 | 96  | 45  | 0  | 61  | 57  |
| 1993-1994 | Penn       | 28  | - | 32,8 | 393  | 14,0 | 133 | 338  | 39,6 % | 66  | 202 | 32,7 % | 61  | 68  | 89,7 % | 74   | 2,6 | 105 | 62  | 23 | 70  | 49  |
| 1994-1995 | Penn       | 28  | - | 31,6 | 416  | 14,9 | 144 | 314  | 45,9 % | 87  | 198 | 43,9 % | 41  | 59  | 69,5 % | 78   | 2,8 | 121 | 50  | 1  | 57  | 36  |
| Total     | Total      | 113 | - | 29,3 | 1370 | 12,1 | 466 | 1111 | 41,9 % | 273 | 674 | 40,5 % | 165 | 208 | 79,3 % | '285 | 2,5 | 373 | 181 | 3  | 241 | 191 |

### Saison régulière NBA
gras = ses meilleures performances

Le tableau suivant présente les statistiques individuelles de Matt Maloney pendant sa carrière en NBA.
| Année     | Équipe  | Matches | Titul. | Min./m. | %tir | %3pts | %l-f | rbds/m. | pass/m. | int/m. | ctr/m. | pts/m. |
| --------- | ------- | ------- | ------ | ------- | ---- | ----- | ---- | ------- | ------- | ------ | ------ | ------ |
| 1996-1997 | Rockets | 82      | 82     | 29,1    | 44,1 | 40,4  | 76,3 | 2,0     | 3,7     | 1,0    | 0,0    | 9,4    |
| 1997-1998 | Rockets | 78      | 78     | 28,4    | 40,8 | 36,4  | 83,3 | 1,8     | 2,8     | 0,8    | 0,1    | 8,6    |
| 1998-1999 | Rockets | 15      | 7      | 12,4    | 17,9 | 6,7   | 90,9 | 0,7     | 1,4     | 0,3    | 0,0    | 1,4    |
| 1999-2000 | Bulls   | 51      | 12     | 13,6    | 35,8 | 35,6  | 82,2 | 1,3     | 2,7     | 0,6    | 0,1    | 6,4    |
| 2000-2001 | Hawks   | 55      | 27     | 13,6    | 42,0 | 35,9  | 76,5 | 2,1     | 2,8     | 1,0    | 0,1    | 6,7    |
| 2002-2003 | Hawks   | 14      | 0      | 30,0    | 32,0 | 33,3  | 60,0 | 0,5     | 1,2     | 0,3    | 0,0    | 1,7    |
| Total     |         | 295     | 206    | 25,3    | 40,8 | 37,2  | 79,7 | 1,7     | 2,9     | 0,8    | 0,0    | 7,4    |

### Playoffs NBA
Le tableau suivant présente les statistiques individuelles de Matt Maloney pendant les Playoffs NBA.
| Année | Équipe  | Matches | Titul. | Min./m. | %tir | %3pts | %l-f | rbds/m. | pass/m. | int/m. | ctr/m. | pts/m. |
| ----- | ------- | ------- | ------ | ------- | ---- | ----- | ---- | ------- | ------- | ------ | ------ | ------ |
| 1997  | Rockets | 16      | 16     | 32,9    | 39,9 | 39,8  | 66,7 | 1,2     | 3,1     | 0,6    | 0,2    | 11,2   |
| 1998  | Rockets | 5       | 5      | 33,0    | 33,3 | 25,0  | 88,9 | 1,6     | 3,6     | 0,4    | 0,4    | 6,6    |
| Total |         | 21      | 21     | 32,9    | 38,8 | 37,5  | 73,3 | 1,3     | 3,2     | 0,6    | 0,2    | 10,1   |

## Palmarès
- CBA All-Rookie second team (1996)
- Ivy League Player of the Year (1995)

## Salaires
| Année       | Équipe  | Salaire      |
| ----------- | ------- | ------------ |
| 1996-1997   | Rockets | 247 500 $    |
| 1997-1998   | Rockets | 326 700 $    |
| 1999-2000   | Rockets | 2 081 250 $  |
| 1999-2000   | Bulls   | 600 000 $    |
| 2000-2001   | Rockets | 1 790 000 $  |
| 2000-2001   | Hawks   | 611 000 $    |
| 2001-2002   | Rockets | 2 543 750 $  |
| 2002-2003   | Rockets | 2 775 000 $  |
| 2002-2003   | Hawks   | 170 716 $    |
| 2003-2004   | Rockets | 3 006 260 $  |
| 2004-2005   | Rockets | 3 237 500 $  |
| Total Gains |         | 17 389 676 $ |

## Vie privée
Son père, Jim, fut durant longtemps entraîneur assistant de John Chaney à l'université Temple.